# 51178 Geraintjones
51178 Geraintjones este o planetă minoră (asteroid), cu un diametru de 18,513 km, din Outer Main Belt⁠(d). A fost descoperită pe 26 aprilie 2000 la Stația Anderson Mesa de Lowell Observatory Near-Earth-Object Search și a fost numită după Geraint H. Jones⁠(d). 
Obiectul prezintă o orbită caracterizată de o semiaxă mare de 3,9603308578366 UAi, o excentricitate de 0,23504894577587, o înclinație de 10,060352961524 ° în raport cu ecliptica.